# College van het Eucharistisch Hart
Het College van het Eucharistisch Hart of College van Essen is een onderwijsinstelling in de Belgische gemeente Essen. In het college wordt enkel algemeen secundair onderwijs aangeboden. De school bood van oudsher alle studierichtingen inclusief Latijn en Grieks. Sinds schooljaar 2021 kan ook de richting Natuurwetenschappen gevolgd worden.
In de volksmond wordt de school vaak  De Rommeshoef genoemd. Dit is de verbasterde naam van de Rouwmoershoeve die vlak bij de school ligt.

## Geschiedenis
De paters redemptoristen bouwden en openden in 1908 op de site aan de Rouwmoer een klooster, het Sint-Gerardusklooster. Er werd ook een college gebouwd, dat in 1911 gereed kwam. De redemptoristen hadden voor hun novicen in het noviciaat in Sint-Truiden al sinds 1876 een school, maar die moest daar uit plaatsgebrek verdwijnen. De opening van een college werd voorzien op de nieuwe site van Essen. In 1911 verhuisden novicen die in Sint-Truiden studeerden naar de nieuwe gebouwen in Essen, waar ze vervoegd werden door andere leerlingen. De opleiding werd exclusief door paters van het klooster verzorgd, van de leerlingen werd een neiging tot het religieuze leven verwacht en een vervolgopleiding tot geestelijke voor de leerlingen was veelal gebruikelijk. Vroeger bleven alle leerlingen maanden lang overnachten in het internaat van het college, uitgerust met slaapzalen. Enkel voor de vakanties keerde men terug naar huis. Het kostgeld voor een jaar liep op tot 500 Belgische frank. In 1917, in volle Eerste Wereldoorlog werd na de plaatsing van de dodendraad in 1915 in het klooster een noodcollege opgericht voor de leerlingen uit de streek die van toegang tot hun eigen school waren afgesneden en voldoende capaciteiten hadden voor een deels Latijnse opleiding. Het waren de eerste externen, die niet in het internaat bleven slapen. Deze buitengewone regeling werd eind 1918 gestopt, op een moment dat ook de Spaanse griep genadeloos toesloeg. In de nasleep van de Eerste Wereldoorlog waren er meerdere pogingen de school eentalig Nederlands te maken.  Reeds in 1922 waren alle hogere jaren van de school in het Nederlands te volgen, naast een Franstalige afdeling voor de Franstaligen, wat voor Vlaanderen toen een unicum was. In de zomer van 1930 verhuisde de Franstalige afdeling naar Sirault in Henegouwen.
Tijdens beide wereldoorlogen werd noodgedwongen toegestaan dat naast leerlingen die verbleven in het internaat ook externen de school volgden. In 1951 werd dit op een meer permanente basis de nieuwe regel.
In 1963 werd op hetzelfde terrein een basisschool geopend. In 1974 werden voor het eerst meisjes ingeschreven om les te volgen in het college. In 1978 werd het internaat gesloten. In 1989 werd de sporthal geopend en deze wordt mede door de basisschool gebruikt. De school vierde in 2011 het 100-jarige bestaan van de school. In 2013 werd 50 jaar basisschool gevierd, en het vertrek van de overblijvende leden van de communiteit van de redemptoristen waarmee de link tussen de orde en het college verbroken werd. 
Onder impuls van de onderwijsvernieuwingen startte het College in september 2021 met de richting Natuurwetenschappen in de tweede graad. Dit was de eerste keer sinds het ontstaan in 1911 dat er ook een richting zonder klassieke talen werd aangeboden. Deze mondt uit in de richting Wetenschappen-Wiskunde of Moderne talen-Wetenschappen in de derde graad. Beide richtingen kunnen vanaf schooljaar 2023-2024 op het College gevolgd worden.  

## Bekende (oud-)leerlingen
- Wietse Chanet
- Karel Deruwe
- Gaston Van Tichelt
- Inga Verhaert
- Raf Walschaerts

## Bekende leerkrachten
- Jozef Boon
- Albert Speekaert
- Dr. Dries De Crom (universitair docent aan Tilburg University)[1]
- Dr. Dimitri Goossens (filohistoricus, auteur van In de ogen van Medusa en tv-historicus voor het Canvas-programma Fans of Flanders)[2]

## Trivia
In en rond de school vonden enkele opnames plaats van de televisieserie Salamander.
1. ↑  (en) Dries De Crom. Tilburg University Research Portal. Geraadpleegd op 21 november 2024.
2. ↑  Dimitri Goossens transgression. transgression. Geraadpleegd op 21 november 2024.